# Rivière la Loche (rivière Ashuapmushuan)
Pour les articles homonymes, voir Loche.
Ne doit pas être confondu avec Deloche, Loches ou Loché.
La rivière La Loche est un affluent de la rivière Ashuapmushuan, coulant dans le territoire non organisé du Lac-Ashuapmushuan, dans la municipalité régionale de comté (MRC) de Le Domaine-du-Roy, dans la région administrative du Saguenay-Lac-Saint-Jean, au Québec, au Canada.
 
La rivière La Loche coule dans les cantons de Le Ber, de Cazeneuve, de Mignault et de Denault. La partie inférieure de la rivière traverse la réserve faunique Ashuapmushuan. La foresterie constitue la principale activité économique de cette vallée ; les activités récréotouristiques, en second.
La route forestière R0203 (sens Nord-Sud) dessert la partie inférieure de la vallée de la rivière la Loche ; cette route débutant à la jonction de la route 167 laquelle reliant Chibougamau à Saint-Félicien (Québec). En remontant vers le Nord, la route R0203 bifurque vers le Nord-Est pour rejoindre la vallée de la rivière Hilarion.
La surface de la Rivière La Loche est habituellement gelée du début novembre à la mi-mai, toutefois la circulation sécuritaire sur la glace se fait généralement de la mi-novembre à la mi-avril.

## Géographie

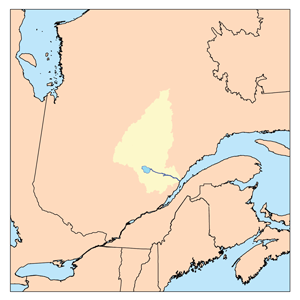
Bassin versant du Saguenay.

Les bassins versants voisins de la rivière La Loche sont :
- côté nord : rivière Hilarion, rivière Dobleau, lac Dobleau, lac Vimont (Lac-Ashuapmushuan), rivière l’Épervier, rivière Hogan ;
- côté est : rivière Mazarin, rivière des Grèves, rivière Hilarion, rivière du Chef, rivière Ashuapmushuan ;
- côté sud : rivière Ashuapmushuan, lac Ashuapmushuan, lac Chigoubiche, rivière Marquette ;
- côté ouest : lac Aigremont, Petite rivière du Chef, lac Nicabau, lac Rohault, lac Bouteroue, rivière au Tonnerre (rivière Normandin).

La rivière La Loche prend naissance à l'embouchure du lac Rivel (longueur : 0,6 km ; altitude : 401 m) situé dans le canton de Le Ber. L’embouchure de ce lac de tête est située à :
- 24,3 km au Nord-Ouest de l’embouchure de la « rivière La Loche » (confluence avec la rivière Ashuapmushuan) ;
- 20,7 km au Nord-Ouest de l’embouchure de la rivière Mazarin ;
- 34,6 km au Nord de l’embouchure de la rivière Normandin (confluence avec le lac Ashuapmushuan) ;
- 136 km au Nord-Ouest de l’embouchure de la rivière Ashuapmushuan (confluence avec le lac Saint-Jean).

À partir de l'embouchure du lac Rivel, la « rivière La Loche » coule sur 32,8 km, selon les segments suivants :
Cours supérieur de la rivière la Loche (segment de 13,3 km)
- 3,0 km vers l’Est en passant du côté Nord d’une montagne dont le sommet atteint 548 m, jusqu’à la décharge du lac Rupalais (venant du Nord) ;
- 4,4 km vers le Sud-Ouest en passant du côté Est de cette montagne, jusqu’à un petit lac qui reçoit la décharge (venant du Nord-Ouest) des lacs Puyperoux, Gonesse et Burbure ;
- 2,0 km vers le Sud-Ouest en passant du côté Est d’une montagne dont le sommet atteint 441 m, jusqu’à la rive Nord du lac Cazeneuve ;
- 3,9 km vers le Sud-Ouest en traversant le lac Cazeneuve (altitude : 385 m) sur sa pleine longueur ;

Cours inférieur de la rivière la Loche (segment de 19,5 km)
- 7,1 km vers le Sud notamment en traversant sur leur pleine longueur les lacs Lothman (longueur : 2,1 m ; altitude : 385 m) et Chorel (longueur : 0,6 m ; altitude : 385 m), ainsi qu’en coupant une route forestière en fin de segment, jusqu’à la confluence de la Petite rivière du Chef (venant du Sud-Ouest) ;
- 3,0 km vers le Sud-Est, jusqu’à la limite Nord du canton de Denault ;
- 9,4 km vers le Sud dans le canton de Denault en formant une courbe vers l’Est en début de segment, jusqu’à son embouchure[1].

La confluence de la rivière La Loche avec la rivière Ashuapmushuan est située à :
- 12,9 km au Nord-Est de l’embouchure du lac Ashuapmushuan ;
- 118,9 km au Nord-Ouest de l’embouchure de la rivière Ashuapmushuan (confluence avec le lac Saint-Jean) ;
- 156,9 km au Nord-Ouest de l’embouchure du lac Saint-Jean (confluence avec la rivière Saguenay).

La Rivière La Loche se déverse dans un crochet de rivière sur la rive Nord de la rivière Ashuapmushuan, soit 4,9 km en aval du pont de la route 167. À partir de cette confluence, le courant descend la rivière Ashuapmushuan (longueur : 193 km, vers le Nord-Est, puis vers le Sud-Est, laquelle se déverse à Saint-Félicien (Québec) sur la rive Ouest du lac Saint-Jean.

## Toponymie
Jadis, cette rivière a été désignée « Rivière aux Aulnes ».
Le toponyme « Rivière La Loche » a été officialisé le 5 décembre 1968 à la Commission de toponymie du Québec, soit lors de sa création.